# Alexander Henri Robert van Maasdijk

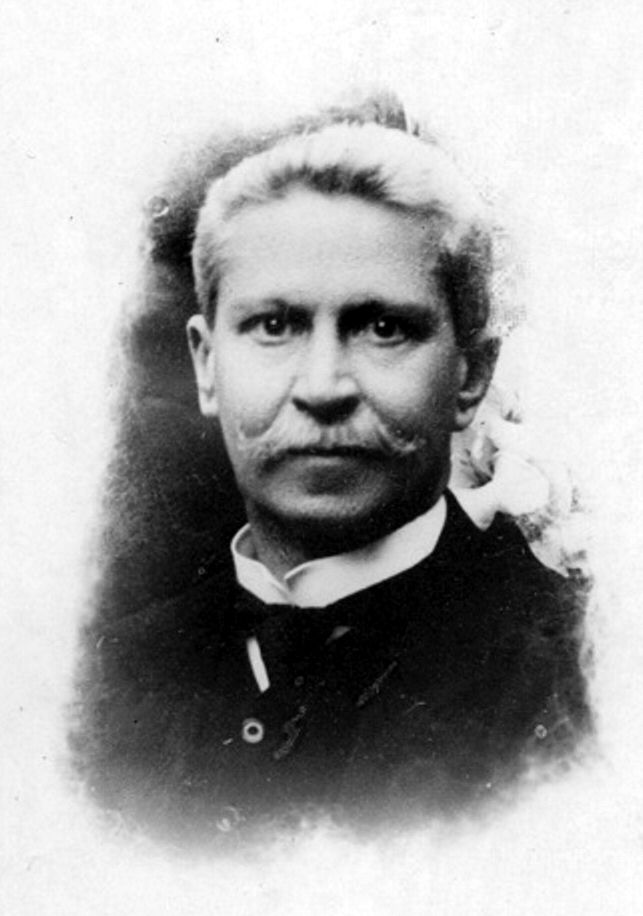
Alexander Van Maasdijk, 1915–1925

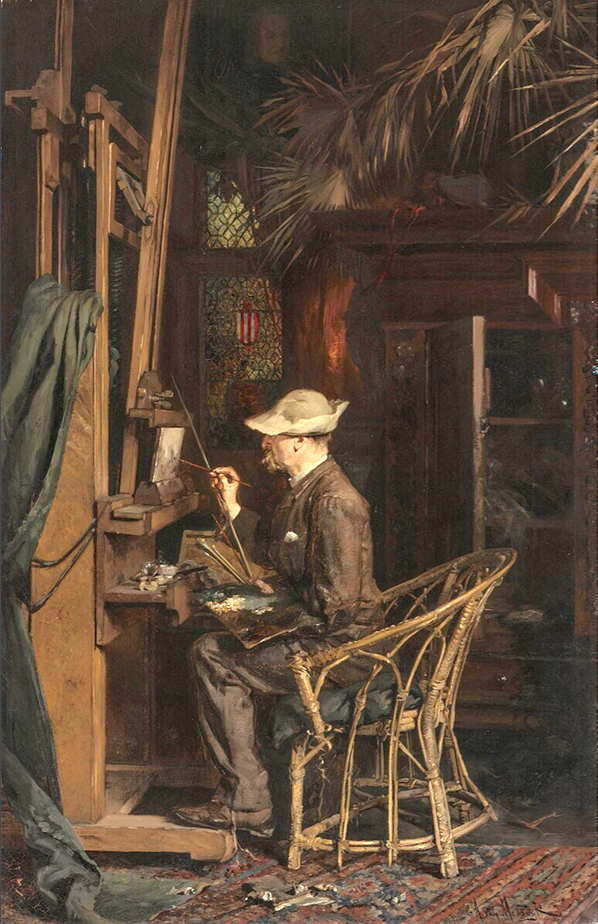
Der Maler Johannes Linse in seinem Atelier

Alexander Henri Robert van Maasdijk (* 1. Oktober 1856 in Brüssel; † 4. März 1931 in Rotterdam) war ein niederländischer Maler und Zeichner sowie Kunstpädagoge.
Van Maasdijk war Student der Académie royale des Beaux-Arts de Bruxelles und Mitglied der Künstlergruppe „L’Essor“ in Brüssel.
Nach dem Studium lebte und arbeitete er bis 1880 in Düsseldorf, ab 1881 in Katwijk aan Zee, ab 1883 in Rotterdam.
Er war als Lehrer an der Academie voor Beeldende Kunsten Rotterdam bis 1920 tätig, wo er über 90 Studenten ausbildete.
Van Maasdjk malte und zeichnete historische Szenen, Genreszenen und Landschaften.